# Palárikovo
Palárikovo és un poble i municipi d'Eslovàquia que es troba a la regió de Nitra, al sud-oest del país. Compta amb una població de 4.254 habitants (2022).

## Història
La primera menció escrita de la vila es remunta al 1248.

## Demografia
| Godina             | 1994 | 2004   | 2014   | 2024   |
| ------------------ | ---- | ------ | ------ | ------ |
| Nombre de persones | 4385 | 4398   | 4301   | 4203   |
| Diferència         |      | +0,29% | −2,20% | −2,27% |

| Godina             | 2023 | 2024   |
| ------------------ | ---- | ------ |
| Nombre de persones | 4224 | 4203   |
| Diferència         |      | −0,49% |

## Viles agermanades
- Zubří, República Txeca